# Séduction haute tension
 (juillet 2021).
La mise en forme du texte ne suit pas les recommandations de Wikipédia : il faut le « wikifier ».
Les points d'amélioration suivants sont les cas les plus fréquents. Le détail des points à revoir est peut-être précisé sur la page de discussion.
- Les titres sont pré-formatés par le logiciel. Ils ne sont ni en capitales, ni en gras.
- Le texte ne doit pas être écrit en capitales (les noms de famille non plus), ni en gras, ni en italique, ni en « petit »…
- Le gras n'est utilisé que pour surligner le titre de l'article dans l'introduction, une seule fois.
- L'italique est rarement utilisé : mots en langue étrangère, titres d'œuvres, noms de bateaux, etc.
- Les citations ne sont pas en italique mais en corps de texte normal. Elles sont entourées par des guillemets français : « et ».
- Les listes à puces sont à éviter, des paragraphes rédigés étant largement préférés. Les tableaux sont à réserver à la présentation de données structurées (résultats, etc.).
- Les appels de note de bas de page (petits chiffres en exposant, introduits par l'outil «  Source ») sont à placer entre la fin de phrase et le point final[comme ça].
- Les liens internes (vers d'autres articles de Wikipédia) sont à choisir avec parcimonie. Créez des liens vers des articles approfondissant le sujet. Les termes génériques sans rapport avec le sujet sont à éviter, ainsi que les répétitions de liens vers un même terme.
- Les liens externes sont à placer uniquement dans une section « Liens externes », à la fin de l'article. Ces liens sont à choisir avec parcimonie suivant les règles définies. Si un lien sert de source à l'article, son insertion dans le texte est à faire par les notes de bas de page.
- La présentation des références doit suivre les conventions bibliographiques. Il est recommandé d'utiliser les modèles {{Ouvrage}}, {{Chapitre}}, {{Article}}, {{Lien web}} et/ou {{Bibliographie}}. Le mode d'édition visuel peut mettre en forme automatiquement les références.
- Insérer une infobox (cadre d'informations à droite) n'est pas obligatoire pour parachever la mise en page.

Pour une aide détaillée, merci de consulter Aide:Wikification.
Si vous pensez que ces points ont été résolus, vous pouvez retirer ce bandeau et améliorer la mise en forme d'un autre article.
 (juillet 2021).
Pour les articles homonymes, voir Too Hot to Handle.
Séduction haute tension est un programme de téléréalité de vie en communauté créé par Laura Gibson et Charlie Bennett, produit par la société de production Talkback et distribué par Fremantle. La série se compose de dix épisodes, sortis pour les premiers le 17 avril 2020 sur Netflix. L'animatrice de la série est une assistante virtuelle, nommée « Lana », qui donne aux acteurs les règles à suivre pour la saison ; la voix off est quant à elle assurée par Desiree Burch.

## Concept
Le but affiché de la série est d'apprendre à des jeunes célibataires à créer de véritables liens amoureux authentiques à la place de leurs aventures passagères habituelles. Les participants sont restreints dans leurs relations entre eux, avec 100 000 dollars à la clef, ils ne peuvent ni s'embrasser ni avoir de relations sexuelles sous peine de recevoir des pénalités financières.

## Format
La série suit un groupe original de dix célibataires dans une villa sur une île pendant quatre semaines avec comme objectif de trouver l'amour ainsi que de remporter 100 000 dollars. Cependant, douze heures après le début de la retraite, les participants sont informés par une assistante virtuelle, Lana, que toute activité sexuelle, tel que s'embrasser, avoir des relations sexuelles ou se masturber est prohibées. En cas d'infraction aux règles, la récompense initiale de 100 000 dollars est réduite de 3 000 $ pour un baiser, 6 000 $ pour une fellation et 20 000 $ pour un rapport sexuel pénalisant ainsi l'ensemble du groupe. À mi-saison, quatre nouveaux participants ont rejoint l'île, portant le nombre de participants à quatorze. À plusieurs reprises pendant l'aventure, Lana organise des ateliers pour que les participants puissent apprendre à mieux se connaître.
À mi-saison, les participants reçoivent des montres émettant une lumière lorsqu'ils établissent une véritable connexion entre eux. Quand la lumière de leurs montres est allumée, les participants concernés sont autorisés à s'embrasser. Si la production juge la connexion d'un couple suffisamment forte, ils peuvent passer une nuit dans la suite privée, sans pour autant que la lumière de leurs montres s'allument, signifiant qu'ils doivent continuer à suivre les règles. Cependant, si un participant ne montre pas de progrès dans l'établissement d'une connexion forte avec quelqu'un d'autre, il est éliminé.
Dans le cadre de la dernière nuit, les deux concurrents qui ont coûté le plus d'argent doivent passer la nuit ensemble dans la suite spéciale sans aucun contact physique. S'ils y arrivent, la somme d'argent qu'ils ont perdu est réattribuée à la cagnotte.

## Épisodes
| Saison | Saison | Épisodes | Épisodes | États-Unis      | États-Unis       |
| Saison | Saison | Épisodes | Épisodes | Début           | Fin              |
| ------ | ------ | -------- | -------- | --------------- | ---------------- |
|        | 1      | 9        | 9        | 17 avril 2020   | 8 mai 2020       |
|        | 2      | 10       | 10       | 23 juin 2021    | 30 juin 2021     |
|        | 3      | 10       | 10       | 19 janvier 2022 | 19 janvier 2022  |
|        | 4      | 10       | 10       | 7 décembre 2022 | 14 décembre 2022 |
|        | 5      | 10       | 10       | 14 juillet 2023 | 28 juillet 2023  |
|        | 6      | 10       | 10       | 19 juillet 2024 | 2 août 2024      |

## Saison 1 (2020)
Le casting a été révélé lors de l'émission de télévision Entertainment Tonight du 10 avril 2020. Il a été tourné à Punta Mita, au Mexique.

## Saison 2 (2021)
La saison a été commandée par Netflix en janvier 2021, le tournage étant en cours en même temps que la pandémie de COVID-19 sur les îles Turques-et-Caïques.

## Saison 3 (2022)
La saison a été commandée par Netflix en janvier 2021 et a été tournée au milieu de la pandémie de COVID-19 sur les îles Turques-et-Caïques, juste après la fin de la saison 2.

## Saison 4 (2022)
La saison a été commandée par Netflix en février 2022 et a été tournée au Emerald Pavilion des îles Turques-et-Caïques.

## Saison 5 (2023)
La saison a été commandée par Netflix en janvier 2023 et a été filmée au Emerald Pavilion des îles Turques-et-Caïques,.

## Saison 6 (2024)
La saison a été commandée par Netflix en janvier 2023 et a été filmée au à Triton Villa, aux îles Turques-et-Caïques.

## Séduction haute tensiondans le monde
| Pays                   | Pays      | Titre local                | Présentation                  |
| ---------------------- | --------- | -------------------------- | ----------------------------- |
| Drapeau de l'Allemagne | Allemagne | Too Hot to Handle: Germany | (saisons 1 et 2)              |
| Drapeau du Brésil      | Brésil    | Brincando com Fogo: Brasil | Bruna Louise (saisons 1 et 2) |
| Drapeau de l'Italie    | Italie    | Too Hot to Handle: Italie  | Fred De Palma (saison 1)      |
| Drapeau du Mexique     | Mexique   | Jugando con Fuego: Latino  | Itatí Cantoral (saison 1)     |
| Drapeau de l'Espagne   | Espagne   | Jugando con Fuego: España  | Alba Carrillo (saison 1)      |